# Karagedik, Düziçi
Karagedik là một xã thuộc huyện Düziçi, tỉnh Osmaniye, Thổ Nhĩ Kỳ. Dân số thời điểm năm 2010 là 830 người.